# Claudius Gosau
Claudius Gosau (* 9. Mai 1892 in Blankenmoor; † 6. März 1944 in Brandenburg-Görden) war Widerstandskämpfer gegen den Nationalsozialismus.

## Leben

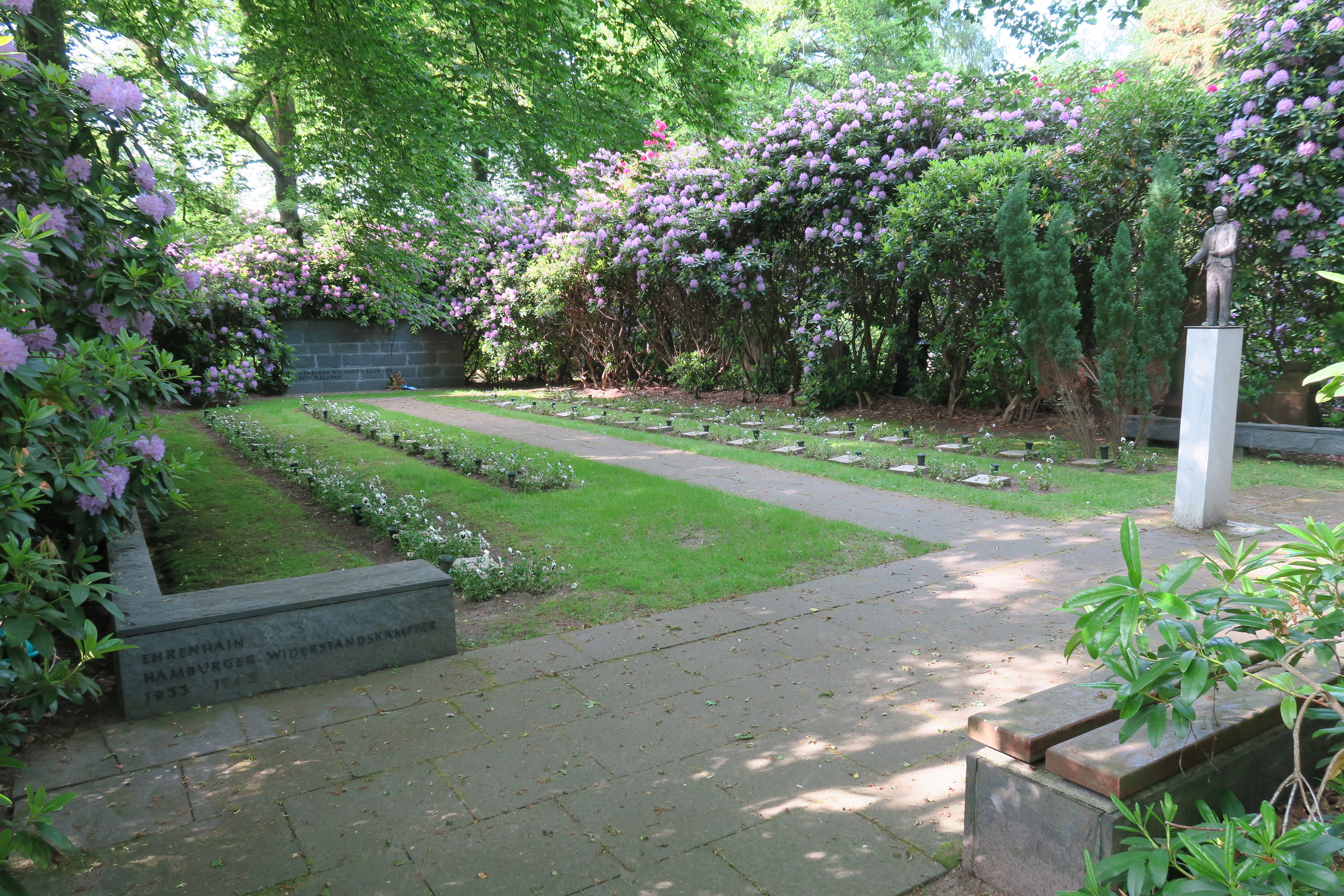
Ehrenhain Hamburgischer Widerstandskämpfer

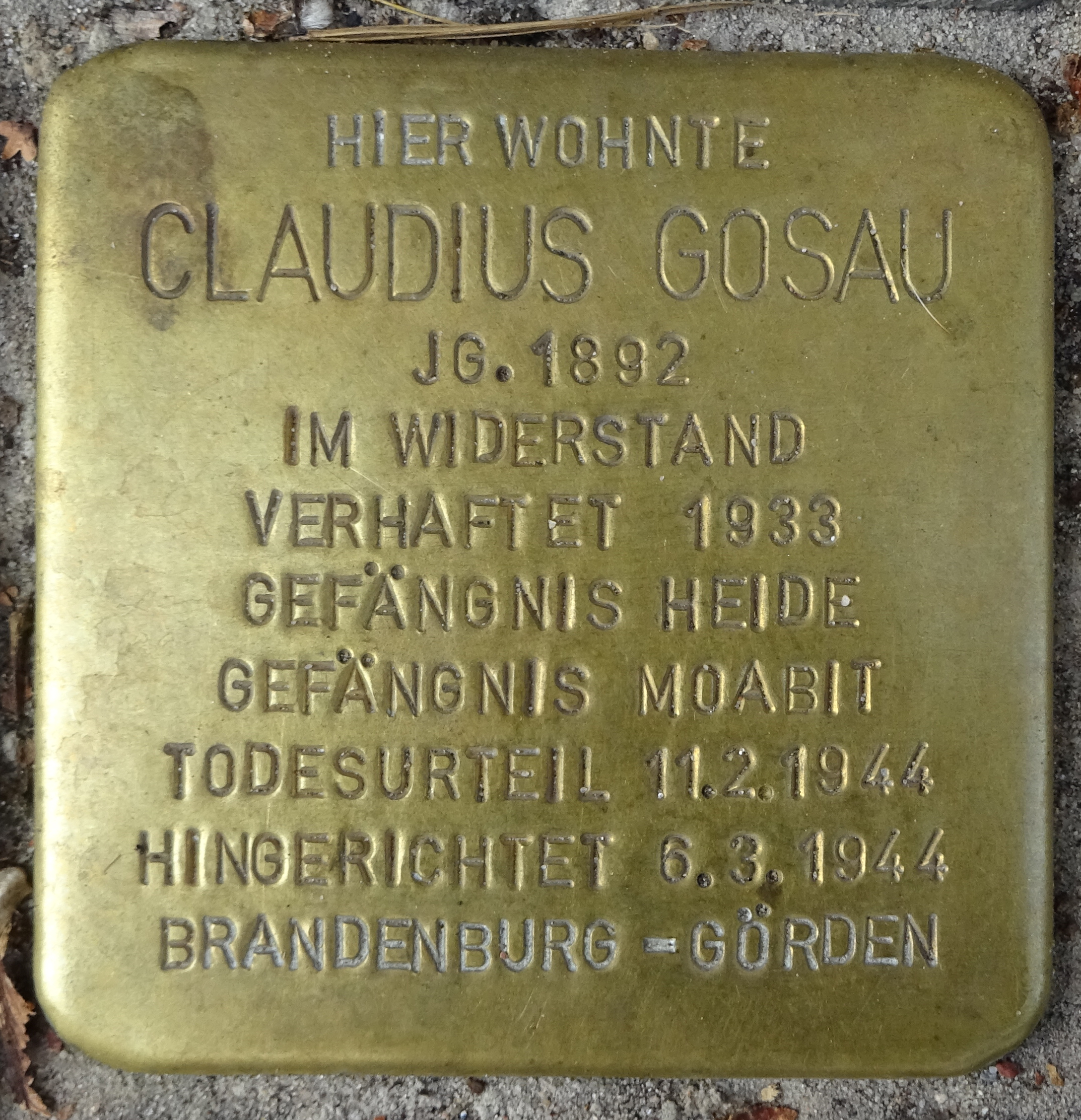
Stolperstein Woltmanstraße 14

Claudius Gosau wurde 1892 als Sohn des Arbeiters Wilhelm Gosau und seiner Frau Elsabea in Blankenmoor/Holstein geboren. Nach dem Schulabschluss arbeitete er bei verschiedenen Baufirmen in Norddeutschland. Von 1914 bis 1917 war er Soldat im Ersten Weltkrieg. Er wurde als Feldartillerist viermal schwer verwundet.
1915 heiratete er Marianne Hansen, mit der er drei Kinder hatte. Sie lebten in Heide (Holstein). In den 1920er Jahren trat Gosau dort in die KPD ein und führte einen Musikzug.
Am 1. Januar 1933 wurde er festgenommen und neun Monate inhaftiert. 1938 übersiedelte er mit der Familie nach Hamburg und wohnte in der Woltmanstraße 14.
Bei Beginn des Zweiten Weltkriegs wurde sein Sohn Wilhelm Gosau, der am 13. Juli 1916 in Heide (Holstein) geboren wurde, festgenommen. Am 6. Juli 1943 wurde Wilhelm im KZ Auschwitz ermordet.
Claudius Gosau arbeitete als Lokomotivführer in Bremen-Farge im Betrieb Gottlieb Tesch. Er wohnte im werkseigenen Lager Tesch auf der Baustelle des Wifo-Tanklagers an der heutigen Betonstraße. Dort waren auch ausländische Arbeiter, unter anderem aus Belgien, Polen und der CSR untergebracht, sowie sowjetische Kriegsgefangene.
Mit seinen Kollegen führte er freimütige Gespräche über den Kriegsverlauf und das Hitlerregime. Er wurde denunziert, am 17. September 1943 festgenommen und nach Berlin überführt. Oberreichsanwalt Ernst Lautz klagte ihn an, in Bremen-Farge durch kommunistische und defätistische Äußerungen wehrkraftzersetzend gewirkt, die Feinde des Reiches begünstigt und den Hochverrat vorbereitet zu haben. Mit den Zeugenaussagen des Lagerführers und eines Wachmanns führte er an, dass Gosau auf seiner Arbeitsstelle und im Lager Arbeitskameraden zu überzeugen suchte, dass Deutschland den Krieg nicht gewinnen könne, die Nachrichten über Stalingrad unwahr seien und das Volk den Krieg nicht gewollt habe, sondern der „Halunke“ (=Hitler).
Der Volksgerichtshof verurteilte Gosau am 11. Februar 1944 zum Tode. Am 6. März 1944 wurde Claudius Gosau im Zuchthaus Brandenburg-Görden enthauptet.

## Gedenken
Am 8. September 1946 wurde seine Urne im Ehrenhain des Friedhofes Ohlsdorf in Hamburg beigesetzt.
Vor Gosaus letzter Wohnadresse Woltmanstraße 14 in Hamburg-Hammerbrook wurde ihm zu Ehren ein Stolperstein verlegt.